# جنیفر هاپکینز
 جنیفر هاپکینز (انگلیسی: Jennifer Hopkins؛ زاده ۱۰ فوریهٔ ۱۹۸۱) یک تنیس‌باز اهل ایالات متحده آمریکا است.